# 社会主义下人的灵魂
社会主义下人的灵魂（The Soul of Man under Socialism）是1891年奥斯卡·王尔德创作的一篇散文。在这篇散文当中，王尔德阐释了自由意志社会主义的世界观以及对慈善的批判。王尔德读了彼得·阿列克谢耶维奇·克鲁泡特金的作品后转向了无政府主义哲学，从而创造了此文。